# Kastell Matrica

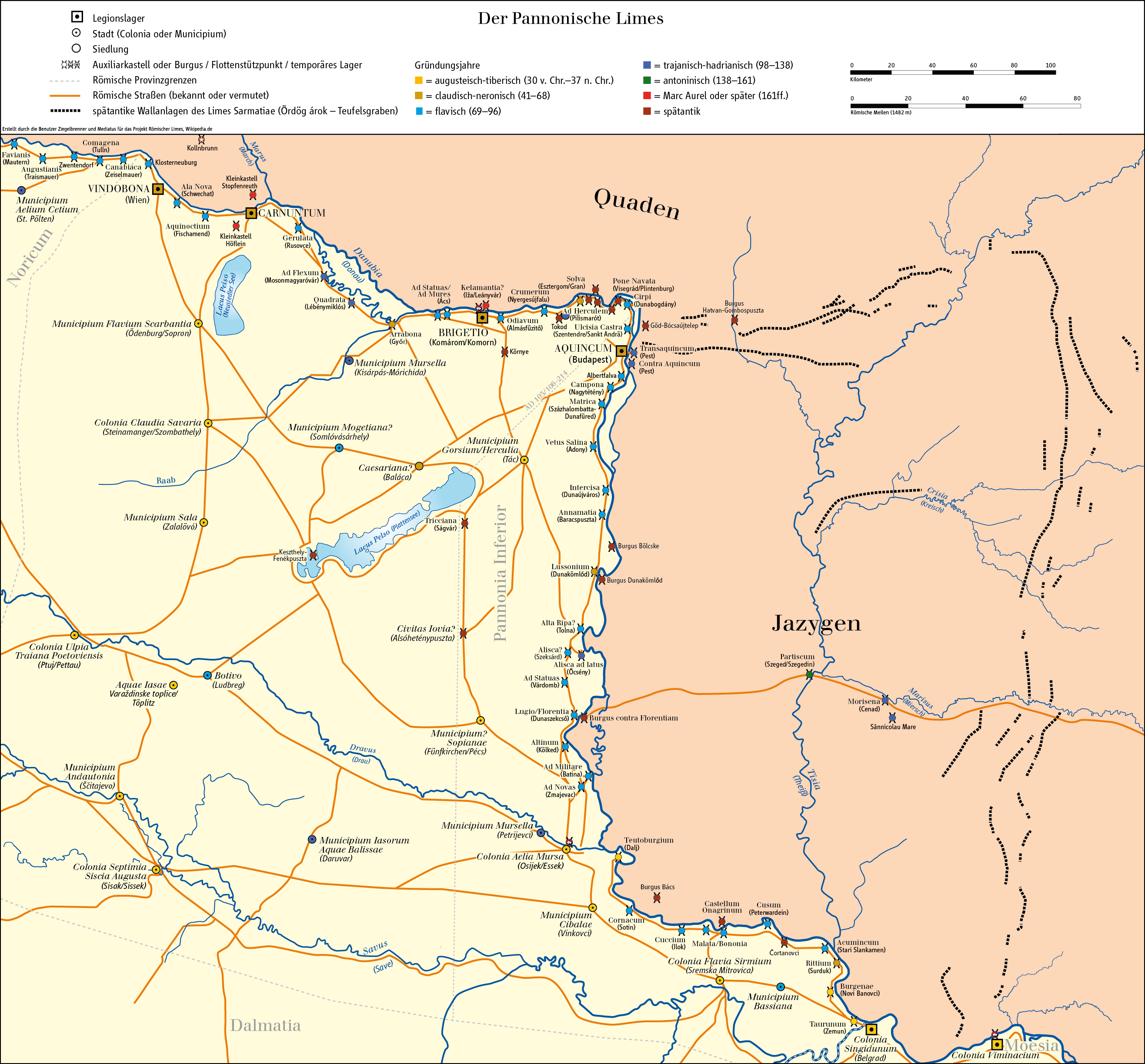
Die Lage von Matrica am niederpannonischen Donaulimes.

Das Kastell Matrica war ein römisches Militärlager, das als Kohorten- bzw. Reiterkastell einen Abschnitt des pannonischen Donaulimes (Limes Pannonicus) sicherte. Die archäologisch nur stellenweise untersuchte Anlage wurde nahe dem Donauwestufer errichtet. Sie lag auf einem in der Antike stark versumpften Areal südlich von Dunafüred, einer heute zu der Stadt Százhalombatta gehörenden Gemeinde im ungarischen Komitat Pest. Besondere Bedeutung für die pannonische Forschung haben die großflächigen Ausgrabungen in der südlichen Nekropole sowie der relativ hohe Bestand an aufgefundenen Inschriften. Die wichtigen Befunde am Kastellbad veranlassten die Verantwortlichen dazu, das Gebäude zu konservieren und so sichtbar für die Nachwelt zu erhalten.

## Lage

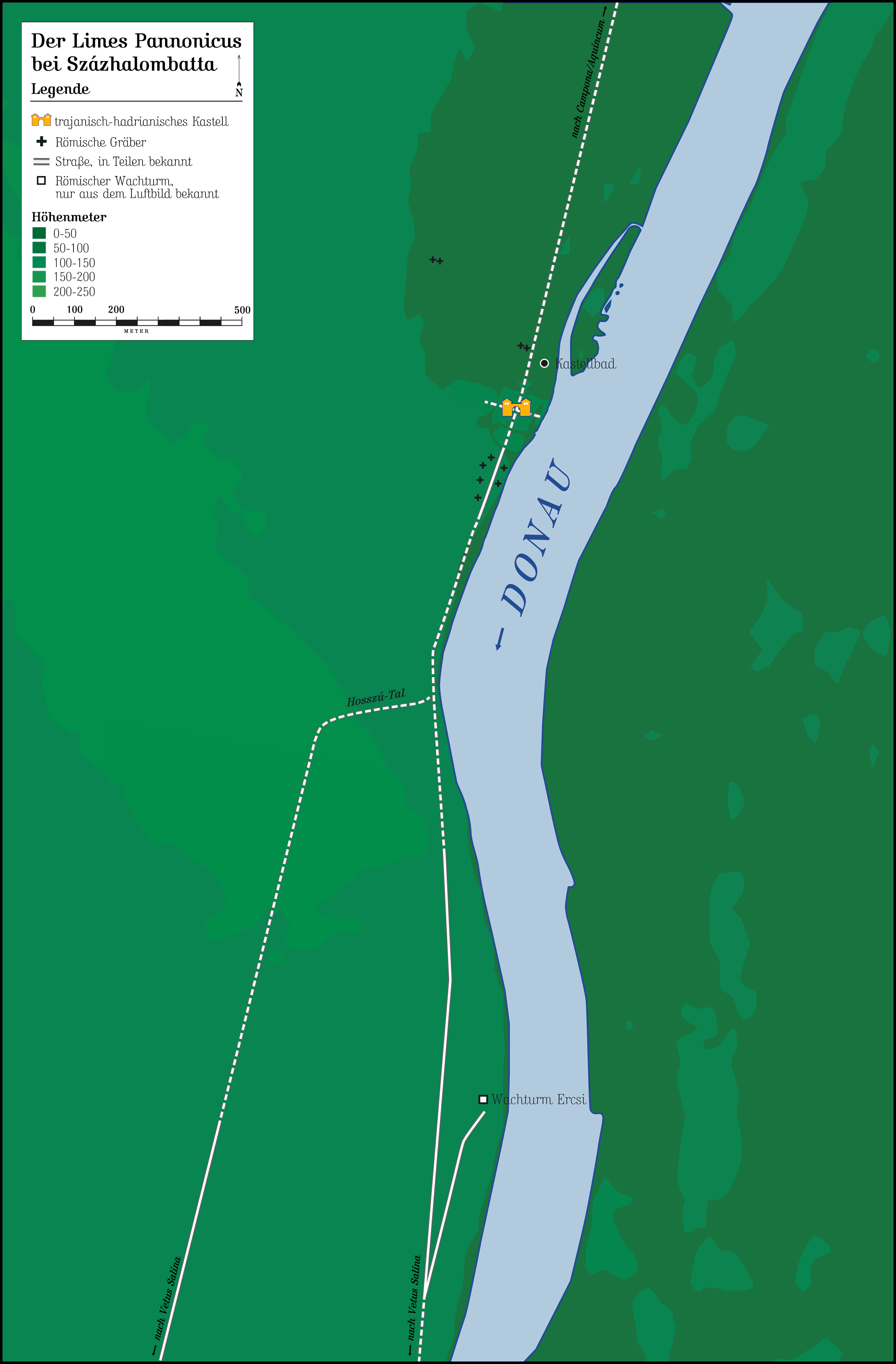
Topographischer Lageplan des Kastells mit den angrenzenden Bereichen der Limesstraße

Bereits während der Bronzezeit finden sich nördlich des Kastells auf dem dort liegenden Plateau über der Donau Siedlungsspuren der sogenannten Vatyaer-Kultur. Aus dieser Epoche wurden auch mehrere Schatz- und Depotfunde bekannt. Als bedeutendste vorrömische Fundstelle konnte am nördlichen Stadtrand ein seit 1996 als Archäologischer Park gestaltetes großes Hügelgräberfeld aus der Hallstattzeit untersucht werden. Von diesen Grabhügeln hat die Stadt auch ihren heutigen Namen erhalten, Százhalombatta bedeutet 100 Grabhügel.
Die römischen Ingenieure wählten für das Kastell allerdings nicht die überschwemmungssicheren, höher gelegenen Partien des Westufers, sondern errichteten es im leicht erhöhten südlichen Randbereich einer halbovalen, zur Donau hin offenen Senke, die damals noch teilweise von einem Feuchtgebiet eingenommen wurde. Die Fortifikation wurde somit direkt am Grund der Senke in fast unmittelbarer Nähe des stark hochwassergefährdeten Flussufers aufgebaut. Von hier aus konnte ein Abschnitt der Donau sowie der gegenüberliegende Uferstreifen im Barbaricum beobachtet werden. Den nördlichen Abschluss der Senke bildet der von Nordwesten kommende Benta-Bach, der an seinem Unterlauf bis zu seiner Mündung in die Donau fast die Breite eines kleinen Flusses erreicht.
Im südlichen Teil der Senke, unweit der antiken Stätten, wurde ab November 1963 ein großes Gebiet durch die Danubian Oil Enterprise (DKV) beansprucht und mit einer Erdölraffinerie bebaut. Zusätzlich entstanden zwischen Raffinerie und Kastell zwei große Rückhaltebecken. Die Archäologin Judit Topál (* 1943) schätzte, dass in diesem Gebiet rund 800 bis 1000 römische Gräber ohne jede Untersuchung den Baumaschinen zum Opfer gefallen sind.

## Forschungsgeschichte
Der antike Name ist durch das römische Reichsstraßenverzeichnis Itinerarium Antonini erhalten geblieben und fand sich auch inschriftlich im Grabungsgebiet von Százhalombatta-Dunafüred. Das Fundgebiet am Kastell ist schon seit Jahrhunderten bekannt. Bereits im 19. Jahrhundert wurde aus dem südlichen Gräberfeld ein Steinsarkophag geborgen. Noch bevor die Zerstörungen der kommenden zwei Jahrhunderte einsetzen konnten, dokumentierte die in Ungarn von 1782 bis 1785 vorgenommene Josephinische Landesaufnahme den damals noch gut erhaltenen Zustand des Kastellareals. Die entsprechende Karte zeigt sehr genau den noch unbeschädigten rechteckigen Grundriss der Garnison. Deutlich wird auch, dass die Donau im Gegensatz zu heute damals noch in einiger Entfernung vorbeifloss. Die im 20. Jahrhundert einsetzenden Grabungen werden dagegen durch neuzeitliche Festungswälle behindert. Diese entstanden 1809 während der napoleonischen Kriege (1792–1815). Damals sind im Bereich des Lagers und seiner Zivilsiedlung, dem Vicus, mächtige Schanzwerke und Kanonenstellungen aus Erde aufgeworfen worden, welche die Zeiten teilweise überdauerten. Die Aktivitäten eines örtlichen Motocrossclubs im ausgehenden 20. Jahrhundert waren für deren Substanzerhalt sicher nicht zuträglich. Durch die Schanzarbeiten des 19. Jahrhunderts blieb lediglich die nordwestliche und südöstliche, dicht an der Donau liegende Kastellecke vor den Eingriffen unberührt erhalten.
1941 wurden im Zuge eines Kanalbauprojektes zur Hochwassersicherung von Dunafüred die Reste eines Vicusgebäudes entdeckt. Die hinzugezogenen Archäologen Károly Sági (1919–1997) und Aladár Radnóti (1913–1972) dokumentierten den Befund 1942 sachgemäß. Im Kriegsjahr 1943 erfolgten südlich des Kastells unsystematische Sondierungen durch den Stuhlweißenburger Museumsdirektor Árpád Dormuth, die gemeinsam mit Ságis Befunden erst ab 1953 durch die Ausgrabungen der Archäologin Éva B. Bónis (1919–1999) und des Archäologen, Althistorikers und Epigraphikers András Mócsy (1929–1987) ausgewertet und ergänzt werden konnten. Mócsy grub auch 1955 in Százhalombatta-Dunafüred. 1963 arbeitete die Archäologin Edit B. Thomas (1923–1988) an der Freilegung eines Spitzgrabens im Süden des Kastells. Ihrer Arbeit folgten Rettungsgrabungen im Vicus sowie die Freilegung des Kastellbades zunächst unter der Leitung von Sági, und ab 1971 unter Topál. Topál war bis 1974 auch für die Untersuchungen im früh- und mittelkaiserzeitlichen Gräberfeld zuständig. Weitere Grabungen im Kastellareal selbst fanden 1993 und von 1995 bis 1997 durch den Historiker und Archäologen Péter Kovács (* 1969) statt. Neben den großen Grabungskampagnen mussten auch immer wieder kleinere Rettungsgrabungen unternommen werden.
Heute sind sämtliche Baubefunde des Kastells wie auch der umgebenden Zivilsiedlung obertägig nicht mehr sichtbar. Einzige Ausnahme ist das kleine Bad im Norden des Kastells, dessen Grundmauern noch etwa einen halben bis ganzen Meter erhalten sind und seit den 1970er Jahren mit einer Dachkonstruktion geschützt werden.

## Baugeschichte

### Holz-Erde-Lager
Das in Holz-Erde-Bauweise ausgeführte Vorgängerlager blieb lange Zeit unentdeckt. Ein 1963 von Thomas im Süden der Fortifikation untersuchter Spitzgraben wies zwar typische Merkmale auf, die eine Zuordnung zu einem Holz-Erde-Kastell möglich machen, doch blieb es damals noch offen, ob dieser Graben der bereits bekannten, in Stein ausgebauten Garnison vorausging oder zeitgleich bestand. Erst mit den Forschungen von Kovács in den Jahren 1993 bis 1994 konnte die Existenz eines hölzernen Vorgängerbaus zweifelsfrei nachgewiesen werden. Dieser befand sich am selben Platz wie das spätere Steinkastell und besaß die gleichen Ausmaße. Als entscheidende Basis für die Datierung erwiesen sich die anschließenden Studien des ungarischen Keramik-Spezialisten Dénes Gabler anhand der vorgefundenen Terra Sigillata. So konnte ein Stück aller Wahrscheinlichkeit nach einer südgallischen Werkstatt im französischen Banassac zugewiesen werden. Dieser Töpferort gewann im späten 1. Jahrhundert an Bedeutung und verschwand in hadrianischer Zeit wieder vom Markt. Somit konnte Gabler den Bau des Holz-Erde-Lagers auf die Regierungszeit des Kaisers Trajan (98–117) oder auf die frühe Regierungszeit des Kaisers Hadrian (117–138) einschränken. Die Holz-Erde-Phase schließt mit einer Zerstörungsschicht ab.

### Steinkastell

#### Umwehrung
Der Archäologe Gyula Nováki ermittelte bei seinen Grabungen einen 152 × 155 Meter umfassenden, fast quadratischen Grundriss des anschließend errichteten Steinkastells, das laut der weiter unten aufgeführten Bauinschrift und anderer Indizien erst nach den Markomannenkriegen (166–180) errichtet wurde. Wie unter anderem Gabler ausführte, war der Neubau nach einer Zerstörung während dieser Kriege notwendig geworden. Die Anlage besitzt die für mittelkaiserzeitliche Militäranlagen typische „Spielkartenform“ mit abgerundeten Ecken, in denen je ein Wachturm stand. Die Umwehrung wurde an allen vier Seiten von einem Tor durchbrochen und war mit ihrer Prätorialfront, der dem Feind zugewandten Schmalseite, zur Donau hin ausgerichtet.
Mócsy untersuchte in den 1950er Jahren die zugänglichen Abschnitte der Verteidigungsanlage im Südosten. Die Wehrmauer zwischen dem südlichen Tor, der Porta principalis dextra, und dem am Flussufer gelegenen südöstlichen Eckturm besaß ein 0,85 Meter breites Kernmauerwerk, dem an der Außenseite eine Schaufront von 0,2 × 0,4 Meter großen Handquadern vorgeblendet worden war. Die durch einen Mittelpfeiler (Spina) geteilte, zweispurig ausgebaute Porta principalis dextra besaß an ihren beiden Flanken je einen um seine halbe Breite aus dem Mauerverbund hervorkragenden rechteckigen Torturm, dessen Grundfläche 3,2 × 4 Meter maß. Weit hervorspringende Türme werden erst ab der Mitte des 2. Jahrhunderts in der römischen Militärarchitektur immer stärker zur üblichen Norm. Durch zusätzliche, in die hervortretenden Torbauten integrierte Schießfenster konnten beispielsweise die Zugänge besser beobachtet und verteidigt werden. Das Südtor wurde im Gegensatz zu einigen Nachbarkastellen und anderen bekannten Lagern nicht nachträglich vermauert.
An der erhaltenen abgerundeten Südostecke der Kastellmauer war im Zuge des Lagerbaus ein fast quadratischer, 4 × 4,2 Meter großer Eckturm errichtet worden. Dahingegen entstand der zwischen Tor und Ecke eingelassene halbkreisförmige Zwischenturm erst nachträglich. U-förmige Türme können in aller Regel einem spätantiken Bauprogramm zugeordnet werden. In Matrica war wie auch an anderen Garnisonsorten vor dem Bau des Zwischenturmes der mittelkaiserzeitliche Kastellgraben, der das Lager bis dahin umgab, zugeschüttet worden. Anschließend überlagerte der weiter aus dem Mauerverband heraustretende neue Turm den ehemaligen Grabenbereich. Anstelle des alten Verteidigungsgrabens wurde vor dem neuen Turm ein Doppelgraben angelegt, der an der Südostecke durch Dormuth im Profil nachgewiesen werden konnte. Mócsy mutmaßte nach seinen Grabungen in Anlehnung an damalige Lehrmeinungen (siehe auch Contra Aquincum) den Umbau der Garnison in die Regierungszeit des Kaisers Caracalla (211–217). Der Archäologe Endre Tóth (* 1944) folgte dieser Überlegung nicht. Für ihn und andere Forscher gehören die U-förmigen Türme dem 4. Jahrhundert an. Da auch der Doppelgraben noch in spätrömischer Zeit erneut verfüllt und verdichtet wurde, fanden in der Forschung Diskussionen statt, ob Matrica im Anschluss an diese Planierarbeiten nicht erneut umgebaut worden war.
Während der Grabungen in den 1990er Jahren konnte auch die nordwestliche Kastellecke untersucht werden. Dort fand sich ein für die spätrömische Präsenz typischer fächerförmiger Eckturm. Viele ältere Kastelle entlang des Donaulimes erhielten in der Spätantike entsprechende neue bastionsartig ausgebaute Ecktürme. Eine in Zusammenhang mit diesen Umbauten am Kastell Annamatia geborgene Münze aus der Regierungszeit des Kaisers Konstantin II. (337–340) könnte dabei den Terminus post quem liefern. Während der damaligen Grabungen wurde auch die der Porta principalis dextra im Norden gegenüberliegende Porta principalis sinistra aufgedeckt und der Grundriss des vor der Donaufront gelegenen Haupttores, der Porta praetoria, bekannt. Der Fluss, der in den vergangenen Jahrhunderten dem Kastellareal schon gefährlich nahegekommen ist, hat die Garnison von Matrica – im Gegensatz zu vielen anderen Kastellplätzen – bisher nicht beschädigt.
In der nachvalentinianischen Zeit erhielten die Türme der Porta praetoria und der Porta decumana sowie der südöstliche Eckturm Anbauten.

#### Principia
Am Kreuzungspunkt der von allen vier Toren rechtwinklig in das Lagerinnere führenden Hauptstraßen lagen die in den 1990er Jahren ergrabenen, 47 × 35 Meter großen Principia, das Stabsgebäude der Befestigung in dessen Mauer ein vermörtelter Denar aus dem Jahr 158 n. Chr. steckte. Die Principia entsprachen in Matrica dem weitgehend standardisierten, mittelkaiserzeitlichen Grundriss. Die quer über der Via principalis errichtete Vorhalle war erst nachträglich – laut Kovács möglicherweise in der 1. Hälfte des 3. Jahrhunderts – angebaut worden, der quadratische, 16,5 × 16,5 Meter große Innenhof wies eine gut erhaltene Pflasterung sowie einen 7 Meter tiefen steingefaßten Brunnen auf. Die Ausgräber legten im südlichen Flügel das Armamentarium (Waffenkammer) und vor dem rückwärtigen, westlichen Trakt eine Basilica frei. Diese war zunächst an ihrer Südseite durch einen schmalen Zugang auch von außen direkt zu erreichen. Später wurde diese Türe jedoch vermauert. Kovács verwies darauf, dass auch andere Stabsgebäude wie das in Aalen seitliche Zugänge besessen haben können. Hinter der Basilica war mittig zur Zentralachse der Principia das Fahnenheiligtum mit einer halbrunden Apsis eingebaut, an das sich nach links und rechts eine Raumflucht mit je drei Kammern anschloss. In späterer Zeit waren die Trennmauern der drei Räume südlich des Heiligtums niedergerissen und ein großer Raum geschaffen worden. Der ursprüngliche Terrazzofußboden dieser Räume wurde fünf Mal erneuert, wobei vier Mal Terrazzo verlegt worden ist. Der fünfte dieser insgesamt sechs Böden war als Ziegelboden ausgeführt und konnte der spätrömischen Zeit zugeordnet werden. Der Keller des Fahnenheiligtums in dem einst die Truppenkasse stand, war 3 × 1,5 Meter groß. Die ursprünglich zur Apsis ausgerichtete Kellertreppe wurde später in die entgegengesetzte Richtung verlegt. Nun war der Keller, dessen 1,8 Meter hohe, gewölbte Decke erhalten blieb, vom Eingang des Heiligtums aus zugänglich. Kovács fand hier mehrere Denare. Nach Ausweis einer Münze der Kaisergattin Salonina († 268) wurde der Kellerraum nach 260 verfüllt. Der Lehmboden des Heiligtums war während der Tetrarchie einmal erneuert worden. In nachvalentinianischer Zeit ebnete die Kastellbesetzung die Principia ein und verschloss den Brunnen im Innenhof mit Steinen. An der Stelle des Stabsgebäudes entstand ein Lehmziegelhaus. Bemerkenswert war die Umnutzung des Bereichs am ehemaligen Fahnenheiligtum zur Abfallgrube. Diese Grube durchschnitt die früheren Fußbodenniveaus. Aus ihr barg Kovács eine Münze Valentinians, eine glasierte Reibschale, ein Gittermusterbruchstück, einen kreisverzierten Beinkamm und einen gestempelten Ziegel des Frigeridus dux.

## Bauinschrift
Für die Geschichte des pannonischen Limes ist eine in die Jahre 180 bis 183 n. Chr. zu datierende Bauinschrift von Bedeutung, die im Lagerbereich aus dem Boden kam. Ein identisch lautendes Exemplar fand sich auch im Limeskastell Intercisa. Die beiden Inschriften zeugen von einem größeren Bauprogramm unter Kaiser Commodus (180–192) zur Sicherung der Grenzen nach den Markomannenkriegen. Die Gegner in diesem Grenzgebiet, in diesem Fall die für Rom schwer einschätzbaren Sarmaten, werden als Räuber bezeichnet. Die Angaben tribunicia potestate VI/ imperator IIII (180 n. Chr.) und consul IIII (183 n. Chr.) passen in beiden Inschriften nicht zusammen. Hier liegt offensichtlich ein Schreibfehler durch den Steinmetzes vor. Die Amtszeit des Lucius Cornelius Felix Plotianus wird zwischen 183 und 185 n. Chr. verortet.
Imp(erator) Caes(ar) M(arcus) [Aur(elius) Commodus An]-
toninus Aug(ustus) pius Sar[m(aticus) Ger(manicus)]
Brit(annicus) pont(ifex) max(imus) trib(unicia) pot(estate) V[I imp(erator) IIII]
co(n)s(ul) IIII p(ater) p(atriae) ripam omnem b[urgis]
a solo extructis item praes[i]-
dis per loca opportuna ad
clandestino latrunculo-
rum transitus oppositis
munivit per L(ucium) C[ornelium]
F[elicem Pl]ot[an]u[m leg(atum) pr(o) pr(aetore)
Übersetzung: „Der Imperator Caesar Marcus Aurelius Commodus Antoninus Augustus Pius, Sarmatensieger, Germanensieger, Britanniersieger, Oberpriester, zum sechsten Mal Inhaber der tribunizischen Gewalt, zum vierten Mal Imperator, zum vierten Mal Konsul, Vater des Vaterlandes, hat am Flussufer alle Burgi von sich aus, anschließend die Kastelle an den gegenüberliegenden Standorten befestigt, um dem Übergang herumstreunender Räuber zuvorzukommen, durch Lucius Cornelius Felix Plotianus, Statthalter.“

## Truppe und Militärpersonen
2001 stellte der Epigraphiker Barnabás Lőrincz (1951–2012) seine Truppenaufstellung der Prinzipatszeit für Pannonien zusammen. Für Matrica ergibt sich über die Jahrhunderte folgendes Bild, das hier noch durch eine – allerdings von Lőrincz nicht erwähnte – spätantike Einheit ergänzt wird.
| Zeitstellung         | Truppenname                        | Bemerkung |
| bis 118/119 n. Chr.  | Cohors I Lusitanorum ?             | Die 1. Kohorte der Lusitaner wird in den Kohortenlisten der Militärdiplome für diesen Zeitabschnitt angeführt. Ihr Standort ist unbekannt, wird jedoch bis 118/119 n. Chr. in Matrica vermutet. Anschließend könnte die Truppe zwischen 118/119 und bis 180 als Stammbesatzung im südlich gelegenen Kastell Mohács-Kölked (Altinum) abkommandiert worden sein. Im Jahr 167 n. Chr. scheint die Kohorte immer noch in den pannonischen Truppenlisten auf, möglicherweise nahm sie auch an den Markomannenkriegen (166–180) teil. Im Anschluss daran sind die Lusitaner offenbar nicht mehr nach Altinum zurückgekehrt, sondern wurden vielleicht in das archäologisch noch nicht nachgewiesene, etwas nördlicher gelegene Kastell Szekszárd verlegt. |
| nach 118/119 n. Chr. | Cohors I Alpinorum equitata        | Von 41 (?) bis 54 lag die 1. Kohorte der Alpenländer im Donaukastell Dunaszekcső (Lugio) und war möglicherweise von 54 bis 69 nach Carnuntum abkommandiert. Zwischen 70 und 101 ist sie wieder im ungarischen Binnenkastell Gorsium nachweisbar, von wo aus sie anschließend von 101 bis 118/119 in das Kastell Vetus Salina an den Donaulimes verlegt wurde. Zeitgleich existierte allerdings eine Kohorte desselben Namens, die sich von 103–106 in Moesia superior (Obermösien) nachweisen lässt. Im Anschluss daran haben die „Alpenbewohner“ in Matrica ihren Dienst geleistet und lagen hier bis zum Ausbruch der Markomannenkriege. |
| ab 180 n. Chr.       | Cohors milliaria Maurorum equitata | Die teilberittene Doppelkohorte der Mauren ist wohl im Jahr 171 für den Einsatz in den Markomannenkriegen zeitgleich mit der Cohors quingenaria Maurorum equitata (teilberittene Kohorte der Mauren) in der römischen Provinz Pannonia superior (Oberpannonien) aus Soldaten der equites Afrorum et Maurorum (afrikanische und maurische Reiter) aufgestellt worden. Nach Abschluss der Kampfhandlungen wurde die Einheit als neue Stammtruppe für Matrica abkommandiert. Hier hinterließen die Mauren in der Umgebung der Garnison einige Inschriften und Ziegelstempel. Die Truppe wurde insgesamt dreimal mit Ehrennamen ausgezeichnet: - Severiana („die Severische“), verliehen unter den Severern (193–235), - Maximiana („die Maximinianische“), verliehen unter Kaiser Maximinus Thrax (235–238) und - Gordiana („die Gordianische“), verliehen unter Gordian III. (238–244). |
| 4. Jahrhundert       | Equites promoti                    | Für die Spätzeit des Kastells ist in der Truppenliste des römischen Staatshandbuches Notitia dignitatum eine Kavallerieeinheit leichter (oder auch ausgewählter) Reiterei für Matrica nachgewiesen. |

### Kommandeure der Cohors I Alpinorum
| Name                    | Rang                | Zeitstellung        | Bemerkung |
| Publius Afranius Victor | Praefectus cohortis | 120 bis 150 n. Chr. | Der mit 50 Jahren verstorbene, zur romanisierten Bevölkerung gehörende Publius Afranius Victor hinterließ seine Ehefrau Claudia Ingenua, die ihn auf dem südlichen Gräberfeld (Grab 153) beerdigen ließ. Möglicherweise stand er noch im aktiven Militärdienst, da er nicht als Veteran bezeichnet wird. |

### Kommandeure der Cohors milliaria Maurorum equitata
| Name                       | Rang                | Zeitstellung        | Bemerkung |
| Quintus Cornelius Secundus | Praefectus cohortis | 198 bis 209 n. Chr. | Der dem Ritterstand angehörende Präfekt, Sohn des Quintus, stammte aus dem im heutigen Mittelitalien gelegenen Bürgerbezirk Arnensis. Der von ihm gestiftete Ehrenaltar für den damaligen Kaiser entstand wohl 202, als Septimius Severus die beiden pannonischen Provinzen besuchte. |

## Vicus

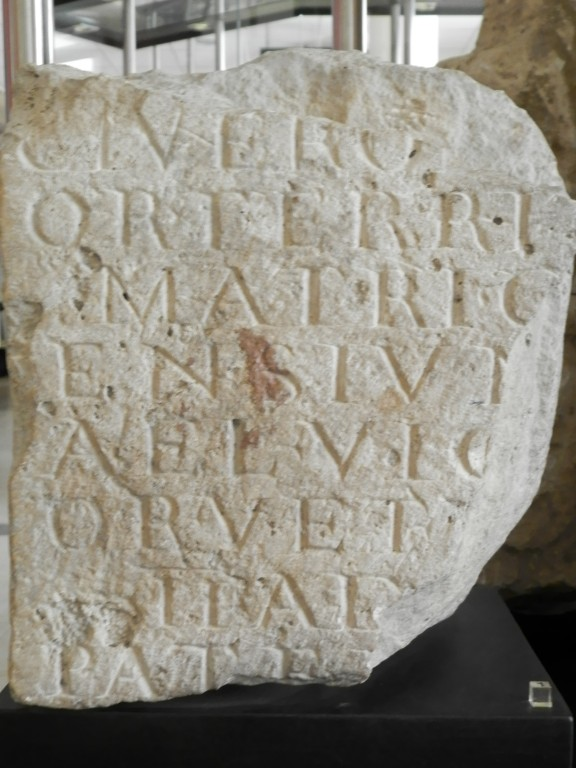
Votivaltar des Aelius Victor

Wie der 1965 in dem Lagerdorf entdeckte, 267/268 n. Chr. errichtete Votivaltar des Legionärs Aelius Victor bezeugt, verwalteten die in Matrica verantwortlichen cives Romani (römischen Bürger) zumindest im 3. Jahrhundert nicht nur ein ihnen unterstelltes Gebiet (territorii Matricensium), sondern hatten offensichtlich auch Institutionen geschaffen, die nach munizipalem Vorbild arbeiteten. Die Transkription des lateinischen Textes folgt der Darstellung im Kompendium „Die römischen Inschriften Ungarns“ (RIU) 6, Nr. 1429. Civeromanorum ist eine vulgärlateinische Form von civium Romanorum:
....]

[pro salute]

civerom[an]

or(um)(!) territ(orii)

Matric-

ensium

Ael(ius) Vic[t]-

or vet(eranus) [leg(ionis)]

II ad[i(utricis)]

Pater[no et]

[… co(n)s(ulibus)]

[v(otum) s(olvit) l(ibens) m(erito)]
Das Gebiet des teilweise aufwendig ausgebauten und sehr umfangreichen Lagerdorfes ist nur stellenweise bekannt. Es zeigte sich, dass zumindest einige seiner Bewohner einen gewissen Luxus pflegen konnten. Eine zivile Bebauung fand sich nördlich und südlich des Kastells an den beiden großen Ausfallstraßen entlang der Donau. Das nördlich zum Kastell gelegene Areal ist neben mehreren Rettungsgrabungen insbesondere durch die Freilegung und Konservierung des Kastellbades zu einem Höhepunkt der Grabungen in Matrica geworden. Die Breite des nördlichen Vicus konnte von der Donau nach Westen mit rund 400 Metern festgestellt werden. Der unmittelbar südlich des Bades von Westen nach Osten in die Donau abfließende Hochwasserschutzkanal wurde 1941 ausgehoben. Dabei wurden nicht nur die von Sági und Radnóti im Anschluss untersuchten Baureste eines villenartigen Gebäudes (Steingebäude VI nach Mócsy) durchschnitten, sondern auch die von Norden in das Kastell führende Limesstraße. Der Steinbau VI lag rund 100 bis 150 Meter von der Garnison entfernt. Die Archäologen stellten fest, dass das mehrphasige Bauwerk aus zwei Gebäudeteilen bestand, deren östlicher Teil vollständig zerstört war. Der zweite, auch nur partiell erhaltene Bauabschnitt stand fast genau in nord-südlicher Richtung. Ein Raum mit apsidalem Abschluss besaß eine ab der 1. Hälfte des 3. Jahrhunderts typische Kanalheizung. Heizbar war auch das anschließende Zimmer. Die beiden Befeuerungsstellen (Praefurnium) für diese Räume waren noch in einem guten Zustand. Aus dem Schutt geborgene Fragmente von Wandmalereien zeugen ebenso von der gediegenen Ausstattung dieses Hauses wie die vorgefundenen Terrazzoböden von guter Qualität.
1953 wurden im Nordvicus drei frühe Grubenhäuser und sechs Steingebäude (I–VI) freigelegt. Bónis und Mócsy datierten das älteste Grubenhaus anhand des Fundmaterials, insbesondere der gestempelten Sigillata-Bruchstücke, in die spätflavianische oder trajanische Epoche. Die spätesten Sigillaten aus diesem Bau stammen aus der Werkstatt des Westerndorfer Herstellers Elenius. Nach den Befunden wurde dieses Grubenhaus – und möglicherweise auch die anderen Grubenhäuser – noch vor dem Ende des 2. Jahrhunderts – verfüllt und der Boden planiert. Die Ausgräber mutmaßten, dass diese Bautätigkeiten nach den Markomannenkriegen stattfanden. Im Anschluss an diese Phase lässt sich der Steinausbau des Vicus beobachten. Das in Steinbauweise errichtete mehrphasige Haus I hob sich von den anderen Steingebäuden durch seine Größe und villenförmige Gestaltung deutlich ab. Die Bergungsgrabung gestattete jedoch nur, seinen südlichen Teil aufzudecken. Auch Sondagen, die seine vollständigen Dimensionen ermessen sollten, konnten das Bild nicht wirklich ergänzen. Es zeigte sich jedoch, dass dieser Bau ursprünglich als mehrräumiges Wohnhaus errichtet worden war, unter dessen Fußbodenniveau sich zwei gut ausgebaute Abwasserkanäle trafen und in südöstliche Richtung zur Donau hin abflossen. Von Haus VI hatten Sági und Radnóti bereits 1942 zwei Räume untersucht, bevor die neuen Grabungen angesetzt wurden. In Haus III konnte eine schmale Wand aus Trockenmauerwerk festgestellt werden, unter der eine kleine bronzene Münze aus der Regierungszeit des Kaisers Valentinian I. (364–375) sowie eine beinerne Tessera lag. Diesen Bau datierte Mócsy auf die 2. Hälfte des 4. Jahrhunderts. Insgesamt konnte der Archäologe bis zu sechs verschiedene Bauperioden im Vicus feststellen. Neben diesen Befunden wurden im südlichen Lagerdorf mindestens zwei Gräben und Spuren eines Flechtwerkzaunes freigelegt, die von einer Umfriedung des Vicus zeugen.

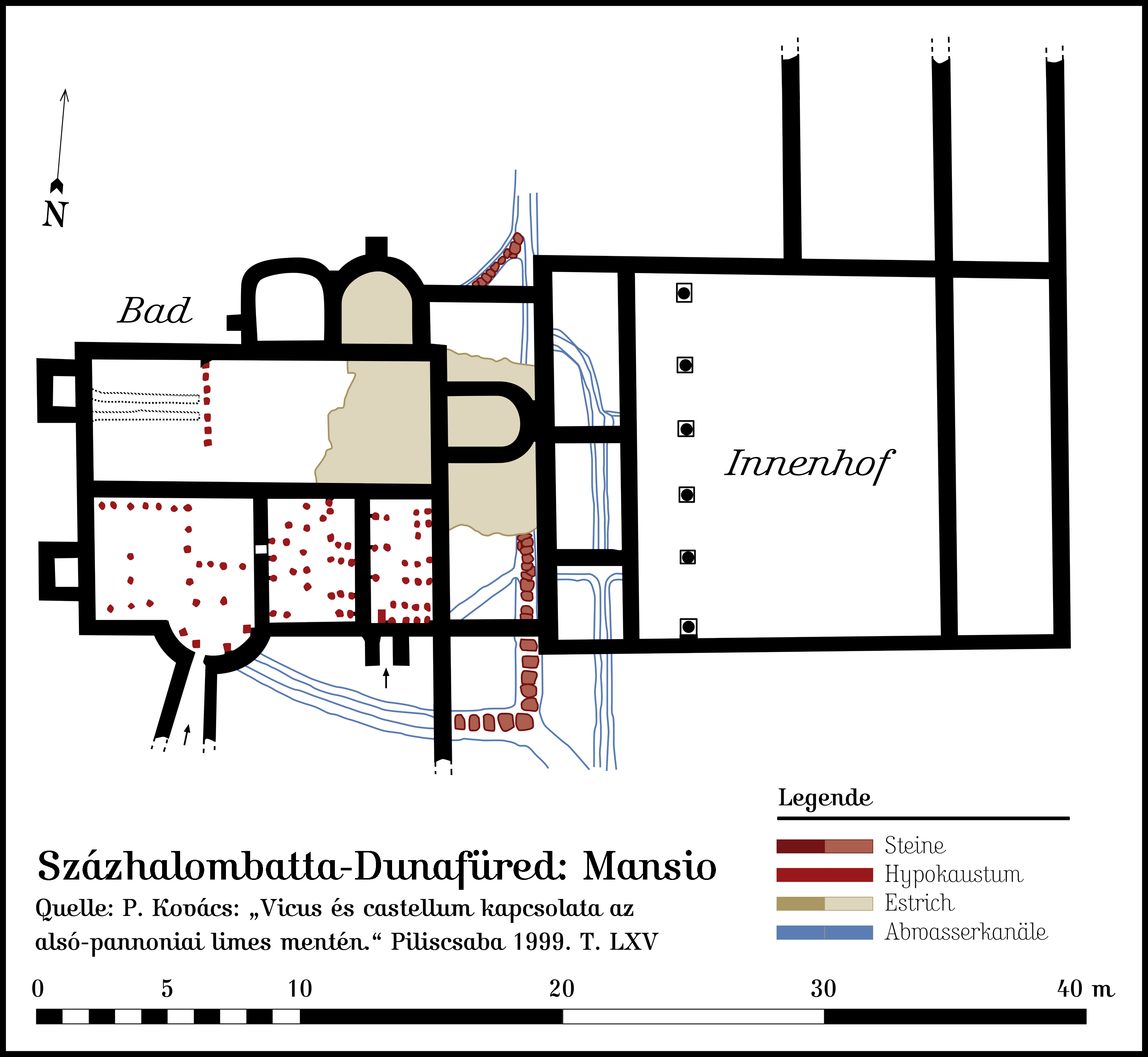
Die Mansio im Lagerdorf von Matrica.

Im Juli 1984 musste unter der Leitung von Katalin Ottományi eine Notgrabung im Nordvicus durchgeführt werden, die abermals den Bereich des 1941 errichteten Abzugsgrabens betraf, da der örtliche Wassersportverein einen Abwassergraben errichten wollte, der in den großen Abzugsgraben mündete. Die Ausgräber untersuchten daraufhin eine 100 Meter lange und sechs Meter breite Sektion. Es konnten diesmal keine Steinbauten festgestellt werden, doch kamen neben den Resten von Grubenhäusern eine tiefe Speichergrube, Herdstellen und der Teil einer Wasserleitung ans Licht. Bemerkenswert war die große Menge an Fundmaterial. So fanden sich unter anderem rund 130 Sigillaten sowie Glas- und Freskenfragmente. Von den sechs gefundenen Münzen stammte die älteste aus der Regierungszeit Kaiser Hadrians, vier Stücke aus dem 3. Jahrhundert.
Im Vicusbereich wurde auch eine Straßenstation (Mansio) aufgedeckt. Der teilweise hypokaustierte Bau besaß ein Bad mit vier halbrunde Apsiden und einen ummauerten Innenhof. Mehrere Abwasserkanäle zeigten seine komplexe Struktur. Die Räume waren mit Terrazzoböden ausgestattet.

## Kastellbad
Rund 250 bis 300 Meter vor der Nordmauer der Garnison wurde ein 40 × 18 Meter großes, mehrphasiges Kastellbad errichtet. Erste Grabungen fanden 1876 statt. Damals wurden Hohlziegel der Wandheizung, Bleirohre und bemalte Putzfragmente sowie Ziegel mit dem Stempel der Legio II Adiutrix in das Ungarische Nationalmuseum nach Budapest verbracht.
Die bis 1973 erneut freigelegte Anlage war hypokaustiert, besaß ein Kanalisationssystem, einen mehrschichtigen Ziegelfußboden und war mit Terrazzoböden ausgestattet. Die Mauern des Bades waren 60 bis 80 Zentimeter breit und besaßen 80 bis 90 Zentimeter tief in den Boden reichende Fundamente. An einigen Abschnitten stand das aufgehende Mauerwerk noch 10 bis 20 Zentimeter hoch und wies Reste von Freskenbemalung auf. Bei Umbauarbeiten waren auch einige mit Reliefs verzierte Steine in sekundärer Verwendung verbaut worden. Die Ausgräber konnten zudem zwei größere Gruben freilegen, die reich an Fundmaterial waren. Das Bad war von der zweiten Hälfte des 2. Jahrhunderts bis zur Mitte des 4. Jahrhunderts in Gebrauch.

Kastellbad
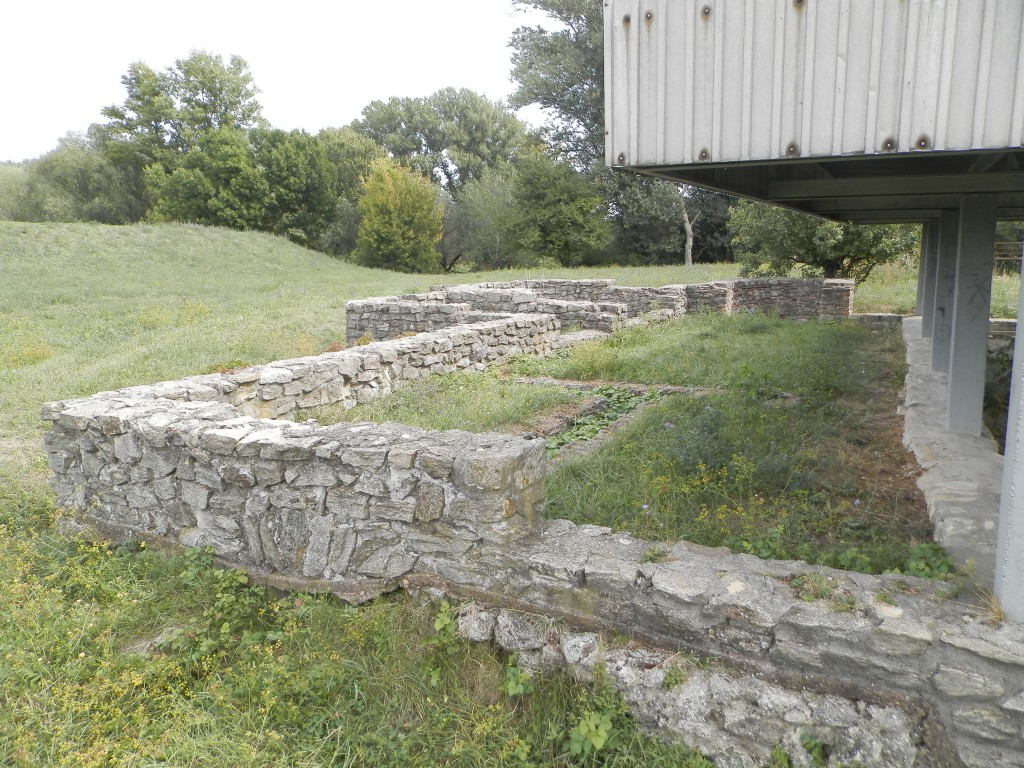
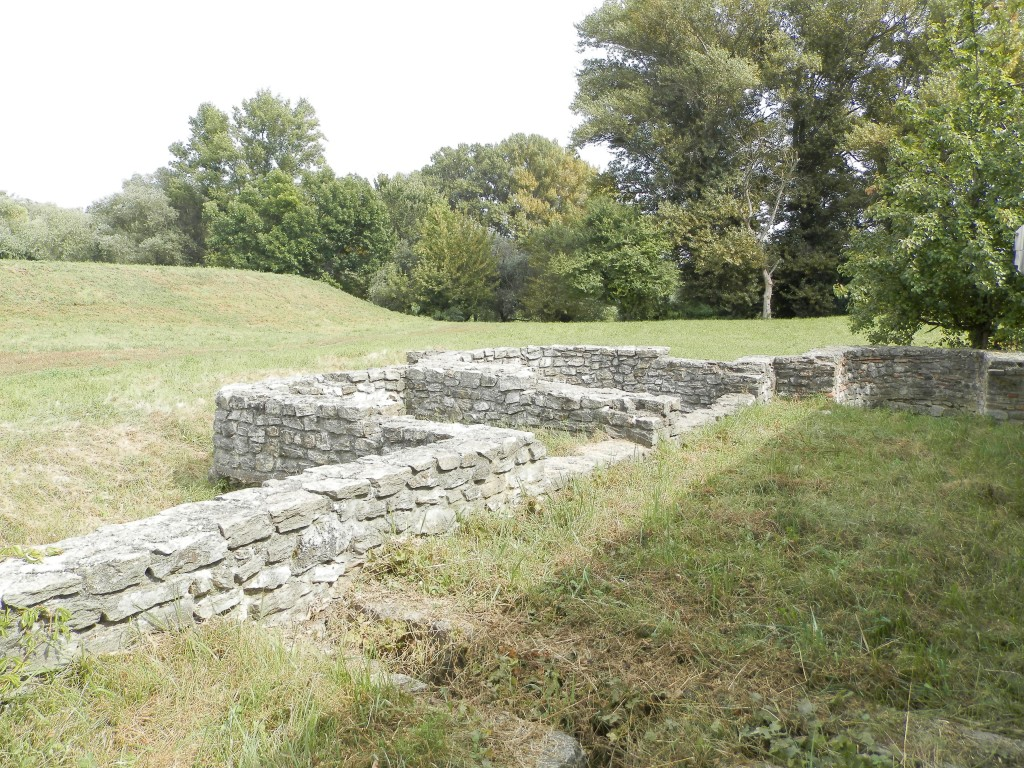

## Gräberfelder

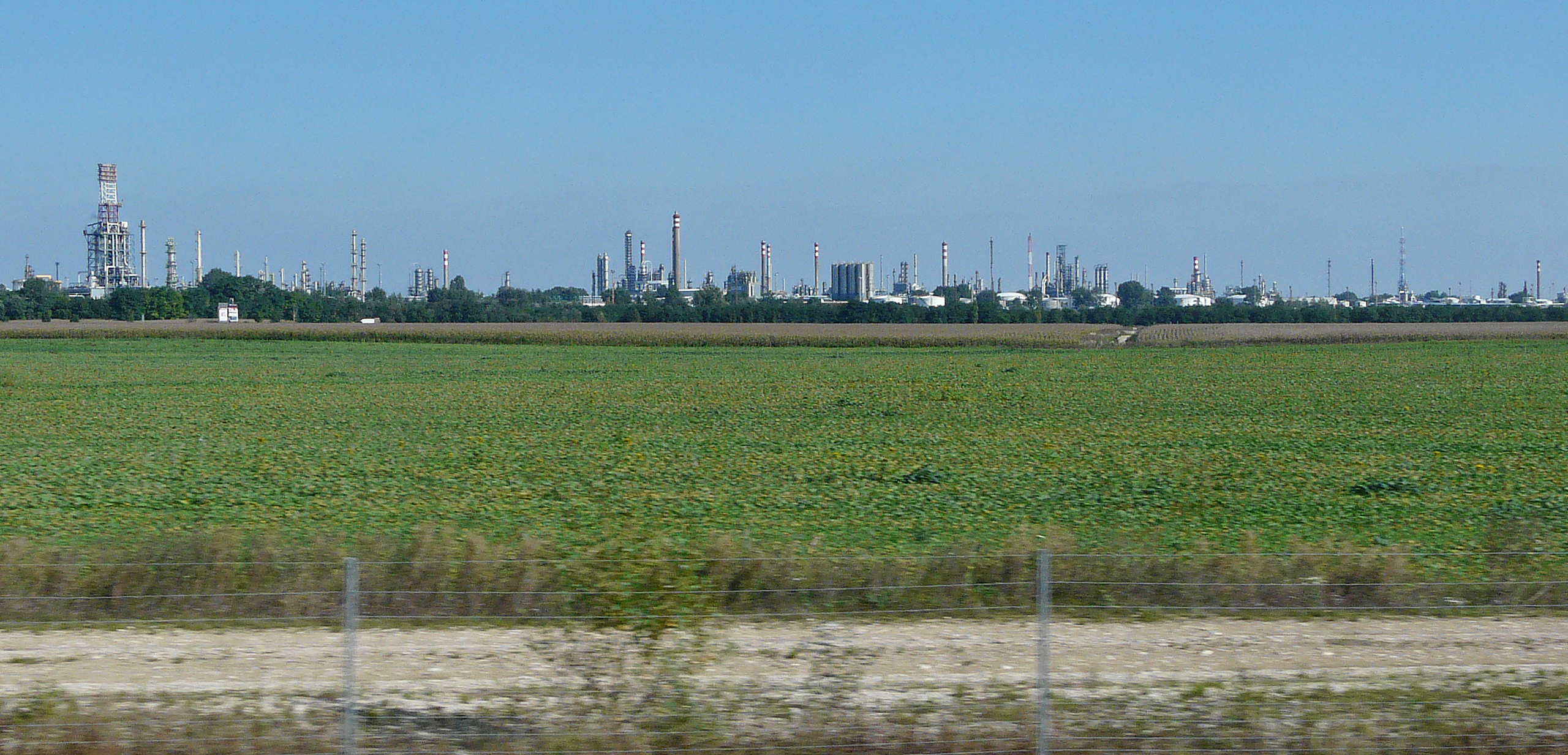
Durch den Bau einer Ölraffinerie wurde der größte Teil des südlichen römischen Gräberfelds ohne vorherige Untersuchungen vernichtet.

Die Limesstraße verlässt das Kastell aus dem Südtor und folgt anschließend, im gleichbleibenden Abstand, dem Verlauf des Donauufers. Die Spuren der Trasse ließen sich mit Hilfe der Luftbildarchäologie noch auf rund 100 Meter verfolgen. Etwas weiter südlich konnte von Topál zwischen 1971 und 1974 eine durch neuzeitliche Baumaßnahmen bereits stark zerstörte mittelkaiserzeitliche Nekropole mit 213 Gräbern systematisch untersucht werden. Die ersten Bestattungen stammen aus dem letzten Jahrzehnt des 1. Jahrhunderts. Die kontinuierliche Nutzung endete im ausgehenden 3. Jahrhundert. Anschließend fanden offensichtlich für rund 50 Jahre Beerdigungen nur noch auf dem neu ausgewiesenen, nördlich der Fortifikation gelegenen Gräberfeld statt. Hier konnten ausschließlich Grablegen des späten 3. und des 4. Jahrhunderts untersucht werden. Zuletzt wurde ab Mitte des 4. Jahrhunderts wiederum die Südnekropole für rund 20 Jahre genutzt, wie eine kleinere Gruppe von Gräbern bezeugt. Während der Untersuchungen im Süden des Kastells beobachteten die Ausgräber auch einen rund 8 bis 10 Meter breiten, freigebliebenen Geländestreifen, der das Friedhofsgelände von Norden nach Süden durchzog. Er wurde als Überrest der einstigen Limesstraße interpretiert.
Die 213 erhaltenen Grablegen der südlichen Nekropole teilten sich in 178 Brandgräber, 33 Körpergräber und zwei nicht mehr identifizierbare Bestattungen auf. Die eindeutig bestimmbaren Brandgräber ließen wiederum folgende Gruppen erkennen:
| Grabtyp                         | Kurzbeschreibung      | Anteil zu 100 % |
| ------------------------------- | --------------------- | --------------- |
| brandverfärbte Grabgruben       | mit Lehm ausgekleidet | 50,28 %         |
| brandverfärbte Grabgruben       | ohne Lehmauskleidung  | 24,58 %         |
| Grabgruben ohne Brandverfärbung | ohne Lehmauskleidung  | 12,85 %         |
| Bustumgräber                    |                       | 3,35 %          |
| Urnengräber                     |                       | 2,23 %          |

Topál nahm an, dass in den brandverfärbten Gräbern vor der Bestattung eine rituelle Reinigung mit Feuer erfolgte, von der die Brandspuren stammten. Echte Bustumgräber, bei denen der Scheiterhaufen über der Grabgrube errichtet wurde, waren in Matrica im Gegensatz zum erstgenannten Typ geradezu selten.
Die eindeutig bestimmbaren vorgefundenen Körpergräber gliederte die Archäologin folgendermaßen:
| Grabtyp                              | Kurzbeschreibung                     | Anteil zu 100 % |
| ------------------------------------ | ------------------------------------ | --------------- |
| einfache Grabgruben                  | Bestattung in gestreckter Rückenlage | 42,43 %         |
| einfache Grabgruben                  | Bestattung in angehockerter Lage     | 15 %            |
| Kammergräber bzw. Steinplattengräber |                                      | 18,18 %         |
| Ziegelgräber                         |                                      | 6,06 %          |

Zu den typischen Grabbeigaben im Südfriedhof insbesondere bei den Brandgräbern gehörte die Gebrauchskeramik. Auffallend dabei war die relative große Anzahl an Terra Sigillata (13,15 Prozent) und der hohe Anteil an tönernen Öllampen (110 Stück). Dazu blieb der Glasanteil mit 22 Stücken recht gering. In 46 Grablegen konnten insgesamt 48 Münzen geborgen werden. Als Besonderheit wurde eine Fibel aus Grab 107 angesehen, die zur Tracht der einheimischen keltischen Eravisker gehört haben mag. Insgesamt umfasst das Fibelspektrum römische, einheimische und germanische Formen. In Grab 14 fand sich ein römisches Ringknaufschwert vom Typ Biborski II. Eine Schwertklinge wurde in Grab 93 entdeckt. Sie lag unter dem Kopf eines dort begrabenen Kindes. Topál ging davon aus, dass die unterschiedlichen Bestattungsriten die Herkunft der Menschen reflektieren würden. Diese Annahme wurde allerdings in den internationalen Kritiken als zu pauschal bewertet.
Rund 100 bis 150 Meter vor dem Nordtor des Kastells verläuft heute von Westen nach Osten ein Abzugsgraben sowie ein dahinter und entlang der Donau liegender hoher Damm, der Dunafüred vor Hochwasser schützen soll. An der Nordseite dieses Dammes kamen 1973 nahe der antiken Limesstraße zwei zerwühlte Ziegelgräber aus dem 3. Jahrhundert zum Vorschein. Nahebei fand sich das steinerne Fragment eines Satyrs. 1984 wurden nördlich des Abzugsgrabens am Sportplatz eines Vereins erneut zwei nebeneinanderliegende Skelettgräber entdeckt. Die Toten waren in entgegengesetzter Richtung bestattet worden.

## Nachrömische Entwicklung
Mit dem sich bedingt durch Krisen und die Völkerwanderung schrittweise abzeichnenden Ende der pannonischen Provinzen verwahrlosten die römischen Siedlungsplätze und wurden weitgehend aufgegeben. Als eine Spur dieser von anhaltenden gewaltsamen Ereignissen durchzogenen Epoche kann das Grab eines Hunnen bezeichnet werden, das im Umfeld des südöstlichen Eckturms des Kastells gefunden wurde. Das Fundmaterial aus dieser Bestattung umschloss eine silberne und eine bronzene Brosche, ein Gürtelschloss sowie ein römisches Glas mit facettierter Oberfläche, das der Zeit zwischen 380 und 430 entstammt.
Wie an einigen Fundorten zu beobachten (zum Beispiel Zeiselmauer-Wolfpassing, Böhming und Kösching) entstand im Mittelalter auf dem Areal der Principia ein Dorfkirche mit Friedhof für die Wüstung Báté.

## Weitere wichtige Funde
Einige Funde belegen, dass Matrica bis in das 5. Jahrhundert besiedelt war. Als ein möglicher Depotfund wurde ein bronzenes Spiegelvotiv mit drei Grazien bekannt, das im 2. oder 3. Jahrhundert entstand. Insgesamt wurde mehrere sehr ähnliche Spiegel entdeckt. Daneben wurde auch Militaria geborgen.

### Steindenkmäler
Hauptartikel: Römische Steindenkmäler aus Százhalombatta-Dunafüred
Die den Kastellbereich, das umgebende Lagerdorf (Vicus) und die Nekropolen umfassenden Grabungsstätten sind für relativ reiche Inschriftenfunde bekannt.

### Ziegelstempel
Aus Matrica sind die Stempel der Maurenkohorte und der Legio II Adiutrix bekannt geworden. Neben diesen mit Truppenstempeln versehenen Ziegeln fanden sich auch zwei Stempeltypen des in der Spätantike aktiven Militärtribuns Lupicinus. Lupicinus war laut Lőrincz nach 368 bzw. vor 377 als Tribun tätig. Ziegel mit seinem Stempel fanden sich an einigen Militärplätzen des pannonischen Donaulimes, so in der Vergangenheit insbesondere im größeren Umfeld des Donauknies (Kastelle von Pilismarót, Kleinkastell Kisoroszi, Burgus Verőcemaros-Dunamező und Burgus Szigetmonostor-Horány). In jener Zeit erreichte das Ausbauprogramm des Donaulimes unter Kaiser Valentinian I. (364–375) seinen Höhepunkt.

### Flussfunde
Aus einer mehrere Meter dicken Kiesbank bei Százhalombatta brachte ein zur Vertiefung des Donaubettes eingesetzter Kettenbagger lange Holzbohlen zum Vorschein, die möglicherweise zu einem römischen Schiffswrack gehört haben könnten. Ihre nähere Beschaffenheit ist allerdings nicht bekannt. Thomas sah die römische Herkunft der Bohlen als erwiesen an und erwähnte in Zusammenhang mit diesem Fund 35 ebenfalls ans Licht gekommene Bronzegefäße aus der frühen römischen Kaiserzeit, die sie der Ausstattung einer Schiffsküche zuschrieb. Die gleichzeitig mit den Hölzern erbaggerte Keramik wies dieselbe Zeitstellung wie die Bronzen auf. Bei einem gleichfalls mitentdeckten römischen Schildbuckel konnte die Zugehörigkeit zum Schiffsinventar nicht mit völliger Sicherheit nachgewiesen werden. Die Funde waren von ihrer Machart her für das Ende des 1. Jahrhunderts bzw. Anfang des 2. Jahrhunderts typisch.

## Fundverbleib
Viele Funde, insbesondere die meisten Steindenkmäler, befinden sich im Matrica-Museum in Százhalombatta. Andere Fundgüter wurden auch in das Ungarische Nationalmuseum nach Budapest verbracht. Der Meilenstein des Kaisers Severus Alexander kam in das St.-Stephans-Museum nach Stuhlweißenburg.

## Limesverlauf zwischen dem Kastell Matrica bis zum Kastell Vetus Salina
| Strecke | Name/Ort                                    | Beschreibung/Zustand |
| 5       | Százhalombatta-Dunafüred (Burgus Matrica 1) | Nachdem die Limesstraße das Südtor von Matrica verlassen hat, führt ihre Trasse in der Talsenke von Dunafüred noch rund 1,5 Kilometer entlang der Donau nach Süden. Seit den 1960er Jahren ist sie auf diesem Abschnitt und auf den folgenden Kilometern nicht mehr begehbar, da dort seit dieser Zeit die Uferanlagen der Ölraffinerie liegen. Am Ende der Senke – mit Verlassen des Gräberfeldes – knickt eine Abzweigung nach Westen ab und steigt entlang der Westflanke einer bronzezeitlichen Befestigung durch einen engen Hohlweg zu einer Lössebene hinauf, die heute von der Raffinerie beherrscht wird. Wie der Archäologe Sándor Soproni (1926–1995) notierte, erreichte die Limesstraße an der Westflanke des vorgeschichtlichen Erdwerks das Plateau. Dort befindet sich eine seit der Antike stetig weiter erodierende, tiefe Wasserrinne, die das kleine Hosszú-Tal geschaffen hat. Ein Luftbild von 1962 zeigt dort die römische Straße, die auch Soproni eine Zeitlang im Gelände verfolgen konnte. Aus dem Bereich des Tals, an dem die antike Trasse die Plateaukante erreicht, wurde eine relativ große Zahl an Meilensteinen aus dem 3. Jahrhundert geborgen, die als Entfernungsangabe entweder 22 oder 23 römische Meilen (rund 32,5 bzw. 34 Kilometer) nach Aquincum anzeigen. Soproni gelang es bei den bis 1983 bekannt gewordenen Steinen, die ursprünglichen Standorte zu ermitteln. Die an der Plateaukante zusammengetragenen Steine wurden offensichtlich im 4. Jahrhundert aus dem Umfeld von Matrica herangeschafft, um die Straßentrasse gegen den seitlich heranreichenden Erosionsgraben abzusichern. 1967 kamen die ersten Meilensteine aus dem Boden. Die teilweise fragmentarischen Stücke stammen aus der Regierungszeit des Kaisers Maximinus Thrax und dessen Sohn Maximus Caesar (22 Meilen bis Aquincum), Philippus Arabs (244–249) und dessen Frau Marcia Otacilia Severa (23 Meilen bis Aquincum), Philippus und dessen Sohn Philippus Caesar (22 Meilen bis Aquincum), Valerian (253–260) mit einer zerstörten Meilenangabe sowie aus der Zeit der Tetrarchie (22 Meilen bis Aquincum). Daneben fand sich ein Stück, das unbeschriftet blieb. Der Stein des Maximinus Thrax wurde später mit einer Palimpsest-Inschrift des weniger als ein Jahr regierenden Kaisers Florianus (276) versehen. Ein weiterer von ebendieser Fundstelle stammender Meilenstein nennt den Kaiser Severus Alexander (222–235) und datiert in das Jahr 229. Leider blieb die zu erwartende Meilenangabe bis Aquincum ebenfalls nicht erhalten. Gleichfalls am selben Ort wurden 1971 nochmals drei Steine entdeckt. Einer, der 23 Meilen bis Aquincum angibt, stammt aus der Regierungszeit des Kaisers Elagabal (218–222) und nennt den damaligen niederpannonischen Statthalter Tiberius Pontius Pontianus. Der Althistoriker Michael Rathmann ging davon aus, dass der Statthalter – wie auch andere Amtskollegen – seinen Namen eigenmächtig auf die Meilensteine schlagen ließ. Neben diesem Stein wurde erneut ein Stück des Maximinus Thrax mit einer bruchstückhaften Meilenangabe, einer des Gordian III. (mit zerstörter Meilenangabe) und einer des Claudius Gothicus (268–270), der 23 Meilen bis Aquincum angab, gefunden. 1994 kam am gleichen Platz erneut ein Meilenstein Valerians zusammen mit einem Grabstein aus dem Boden (23 Meilen bis Aquincum). Die Ausgräber vermuteten zudem in diesem Bereich eine Villa rustica. Der Archäologe Zsolt Visy überlegte, ob es an der Plateaukante einen römischen Wachturm gegeben haben könnte und nannte ein Luftbild, das einen L-förmigen Grabenabschnitt auf dem Sporn des Nordhanges zeigte, der vielleicht zu einem Posten gehört haben könnte. Neben der den Hang hinaufführenden Trasse, die laut einer Vermessung des 19. Jahrhunderts mit Erreichen des Plateaus im weiteren Verlauf eine südliche, wie mit dem Lineal gezogene Richtung bis knapp drei Kilometer vor Vetus Salina einschlug, konnte am Fuß des Lösshanges eine abzweigende, zweite Limesstraße festgestellt werden. Sie führte unterhalb der Höhe entlang und verlief bis auf halbe Streckenlänge nach Vetus Salina immer unmittelbar auf dem Hochufer entlang der Donau. Anschließend mündete diese Strecke wieder im Hauptarm der Fernverbindung. |
| 5       | Ercsi-Nord (Burgus Matrica 2)               | Nördlich der Stadt Ercsi zweigt ein weiterer römerzeitlicher Weg in seinem sehr spitzen Winkel von der nach Süden führenden Limesstraße ab. Dieser nach Norden führende Weg begleitet die westlich verlaufende Limesstraße für kurze Zeit und biegt dann nach Nordosten, zum nahen, 50 Meter hohen Lössplateau hin ab. Dort stand hoch über der Donau ein bereits seit langem bekannter Wachturm mit einem einzigen, viereckigen Graben. Von diesem Punkt aus konnten die römischen Wachmannschaften bis nach Aquincum (Budapest) und weit in die Große Ungarische Tiefebene blicken, die zum Barbaricum gehörte und von den sarmatischen Jazygen bewohnt wurde. Aus dem Turm stammt ein sekundär verbauter römischer Altarstein. 200 Meter weiter südlich befindet sich eine Kapelle mit der Grablege der adeligen Familie von Eötvös. Die sonst nicht übliche Anlage einer eigenen Straße zu einem Wachturm führte zu der Überlegung, ob es im Bereich von Ercsi nicht einen größeren Militärposten gegeben haben könnte, der mit dieser Straße in Verbindung stand. Doch konnte für diese These bisher kein Beweis erbracht werden, obwohl am Westrand von Ercsi römische Gräber gefunden wurden, die auf eine naheliegende Besiedlung hinweisen könnten. |
| 5       | Ercsi (Burgus Matrica 1)                    | Laut Visy ist es ziemlich sicher, dass es an der unmittelbar am Donauufer verlaufenden Abzweigung der Limesstraße, im Stadtbereich von Ercsi, einen weiteren Wachturm gegeben hat. |
| 5       | Szigetújfalu (Burgus Matrica 13)            | Mit dem Wachturm von Ercsi stand auch eine südöstlich gelegene römische Militärstation auf dem gegenüberliegenden Ufer der Donau in Sichtverbindung. Sie wurde von dem für die ungarische Forschung bedeutenden Archäologen Flóris Rómer (1815–1889) im Uferbereich nordwestlich von Szigetujfalu ausgemacht. Der Forscher zeichnete und beschrieb die baulichen Reste, die nahe dem damaligen Wohnhaus des Fährmannes lagen. Das Eisgeschiebe des Flusses hatte die starken, aus Bruchsteinen errichteten Mauern bereits stark zerstört. Im Schutt fand sich römische Keramik. Die noch sichtbare Wand glich der am Ländeburgus Dunakeszi und war 20 Klafter (37,93 Meter) lang, während die beiden bis zum Ufer reichenden Mauern eine Länge von 7 Klafter (13,28 Meter) besaßen. Die heute unter Wasser liegende Anlage wurde bisher nicht mit modernen Mitteln wissenschaftlich untersucht. |
| 5       | Sinatelep (Burgus Matrica 4)                | Ein Luftbild von 1940 offenbart nahe dem Dorf Sinatelep und südlich von Ercsi, dass die Limesstraße fast genau dem Verlauf der modernen Landstraße Nr. 6 folgt. Im nördlichen Winkel der rechtwinkeligen Abzweigung von der Landstraße nach Sinatelep befindet sich ein lang bekannter, rund 8 × 8 Meter großer rechteckiger, wahrscheinlich in Holzbauweise errichteter Turm, den ein rund 38 × 38 Meter umfassender Graben umgab. Das Luftbild von 1940 weist noch einen erodierten 60 × 60 Meter großen hellen Streifen um diese Anlage auf, dessen Funktion aufgrund fehlender Grabungen noch nicht analysiert werden konnte. |
| 5       | Sinatelep (Burgus Matrica 5)                | Nur wenig südlich der Ortszufahrt nach Sinatelep, westlich der modernen Straßenbrücke über den von Nordwesten in die Donau fließenden Váli-Bach, wurden zu Beginn des 19. Jahrhunderts Reste der römerzeitlichen Trasse sowie drei Meilensteine entdeckt, die eine Entfernung von 34 Meilen nach Aquincum angaben. Südöstlich dieser Stelle, nahe dem nördlichen Bachsaum im Bereich seiner Mündung in die Donau, konnte in den 1930er Jahren ein 4 × 4 Meter großer römischer Wachturm untersucht werden. Eine Münze aus der Regierungszeit des Valens, die zwischen 367 und 375 n. Chr. geprägt wurde, gehört zu den wichtigen datierbaren Funden. Wieder nördlicher diese Stelle, auf einem flachen Hügelrücken zwischen dem Burgus und dem Wachturm, befand sich eine Zivilsiedlung, die anhand von Kleinfunden nachgewiesen wurde. Eine alte Karte zeigt an dieser Stelle noch bauliche Reste. |
| 5       | Váli-Bach (Burgus Matrica 6)                | Nördlich der Mündung des Váli-Baches in die Donau, könnten antike Tonscherben und Schutt auf einen weiteren Wachturm hinweisen, der sich unmittelbar am westlichen Flussufer befunden haben müsste. |
| 5       | Szalma csárda (Burgus Matrica 7)            | In der Nähe der Limesstraße, am Südufer des von Iváncsa kommenden Baches, wurden drei römische Meilensteine aufgefunden. Später grub der Archäologe Arnold Marosi östlich der historischen Trasse, in der unmittelbaren Nähe des Donauufers, auf dem Scheitelpunkt eines Hügels einen 4 × 4 Meter großen Wachturm aus. |
| 5       | Adony-Iváncsa (Vetus Salina, Nordkastell)   | Im Jahr 1969 wurden nördlich des Steinkastells von Vetus Salina, unmittelbar westlich der Landstraße Nr. 6 an der Abzweigung nach Iváncsa, die Umrisse eines rund 230 × 270 Meter großen, rechteckigen Holz-Erde-Lagers aus der Luft aufgenommen, an dem bisher aber noch keine Forschungen vorgenommen worden sind. |
| 6       | Adony                                       | Das weitgehend durch die Donau zerstörte Kastell von Vetus Salina befindet sich am Nordrand der heutigen Ansiedlung. |

## Denkmalschutz
Die Denkmäler Ungarns sind nach dem Gesetz Nr. LXIV aus dem Jahr 2001 durch den Eintrag in das Denkmalregister unter Schutz gestellt. Die römischen Fundstellen von Százhalombatta-Dunafüred und Umgebung gehören als archäologische Fundstätten nach § 3.1 zum national wertvollen Kulturgut. Alle Funde sind nach § 2.1 Staatseigentum, egal an welcher Stelle der Fundort liegt. Verstöße gegen die Ausfuhrregelungen gelten als Straftat bzw. Verbrechen und werden mit Freiheitsentzug von bis zu drei Jahren bestraft.